# Nääs säteri, Södermanland

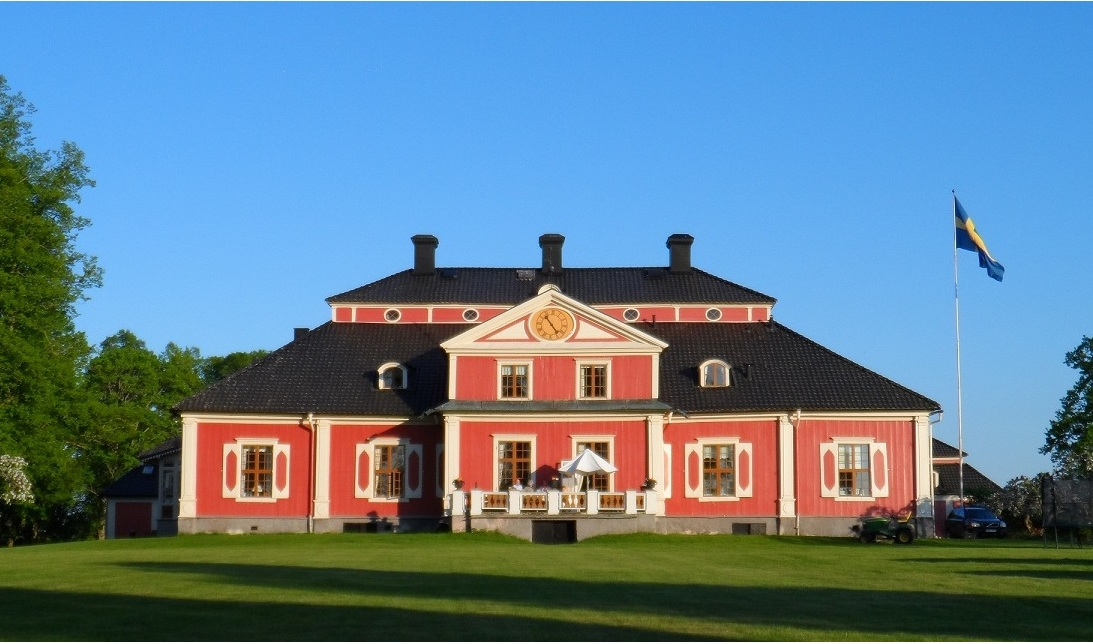
Nääs från norr, mars 2013

Nääs är ett säteri i Nyköpings kommun i Södermanland, beläget vid sjön Långhalsen i Bärbo socken cirka 15 kilometer nordväst om Nyköping. Arealen omfattar totalt 1 375 hektar varav 280 är åker.
Ägare sedan år 1986 är greve Schering Wachtmeister.

## Historik
Nääs omnämns 1329 som Nyiænæs, 1331 som Neesby, och 1401 som Næsi. Nääs blev säteri under 1600-talets första hälft. Huvudbyggnaden är från 1723, uppförd av dåvarande ägaren Gerhard von Berchner. De två flyglarna är troligen byggda under 1600-talet.

### Ägarlängd

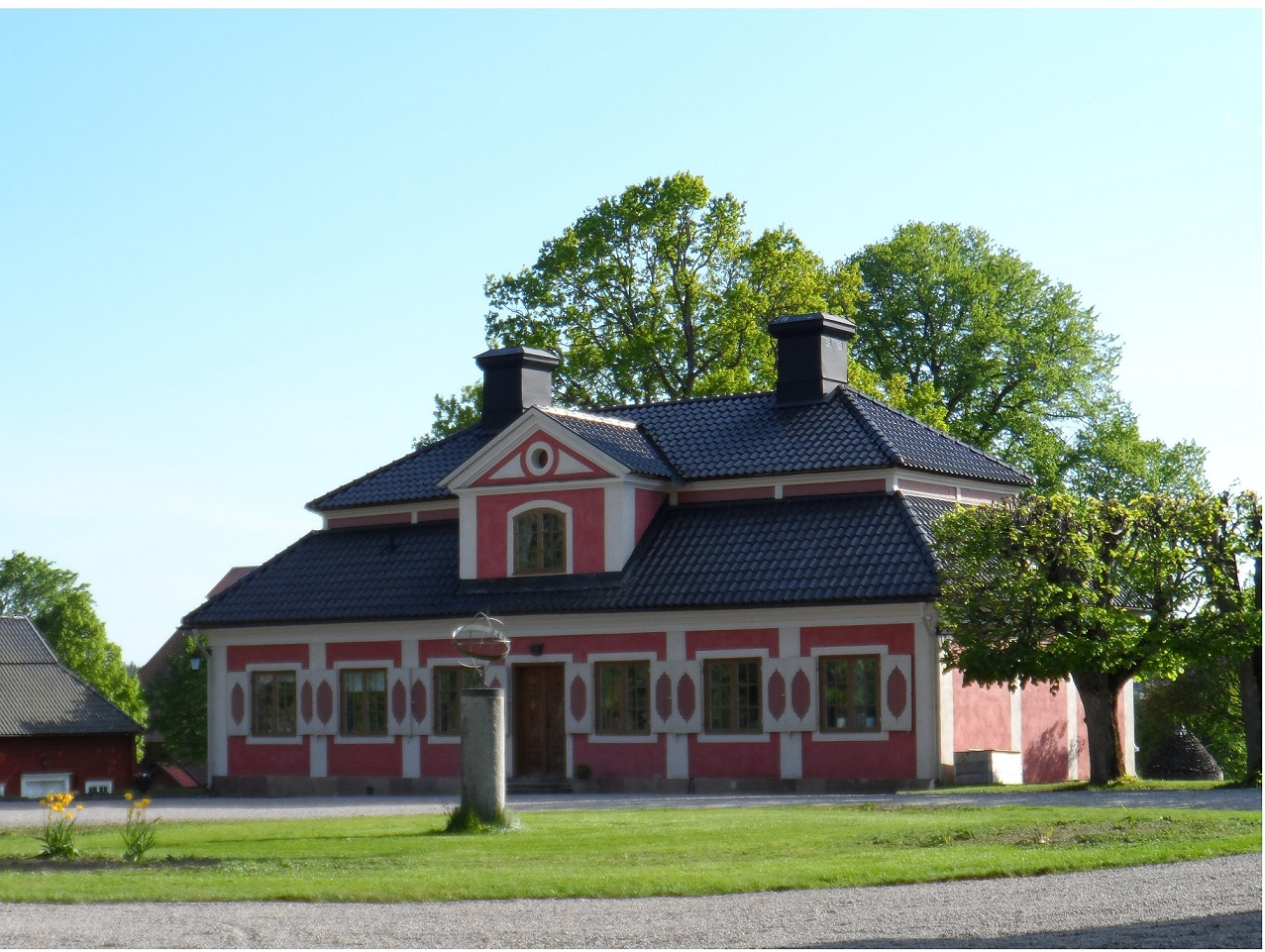
Västra flygeln.

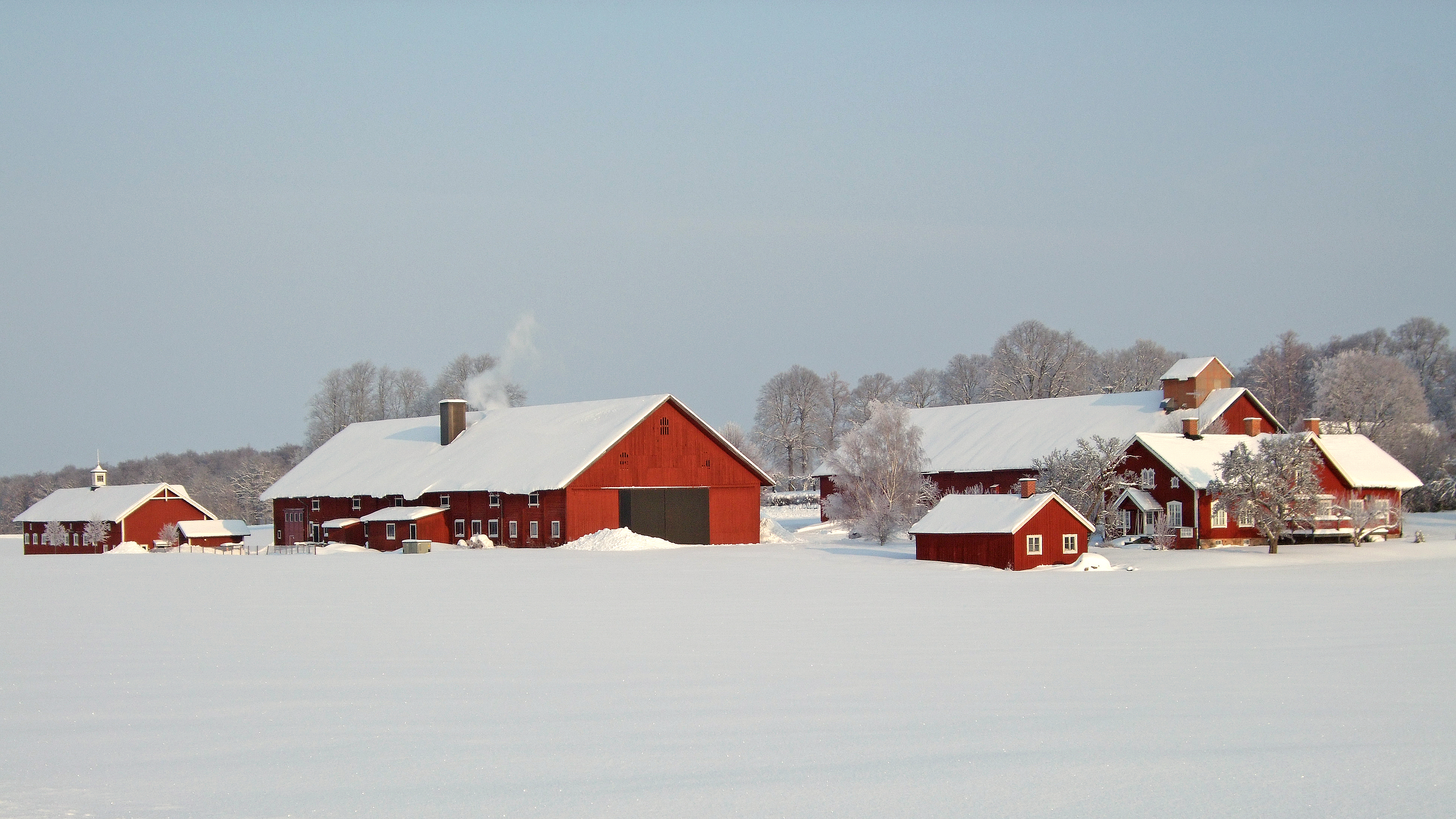
Gården, januari 2010.

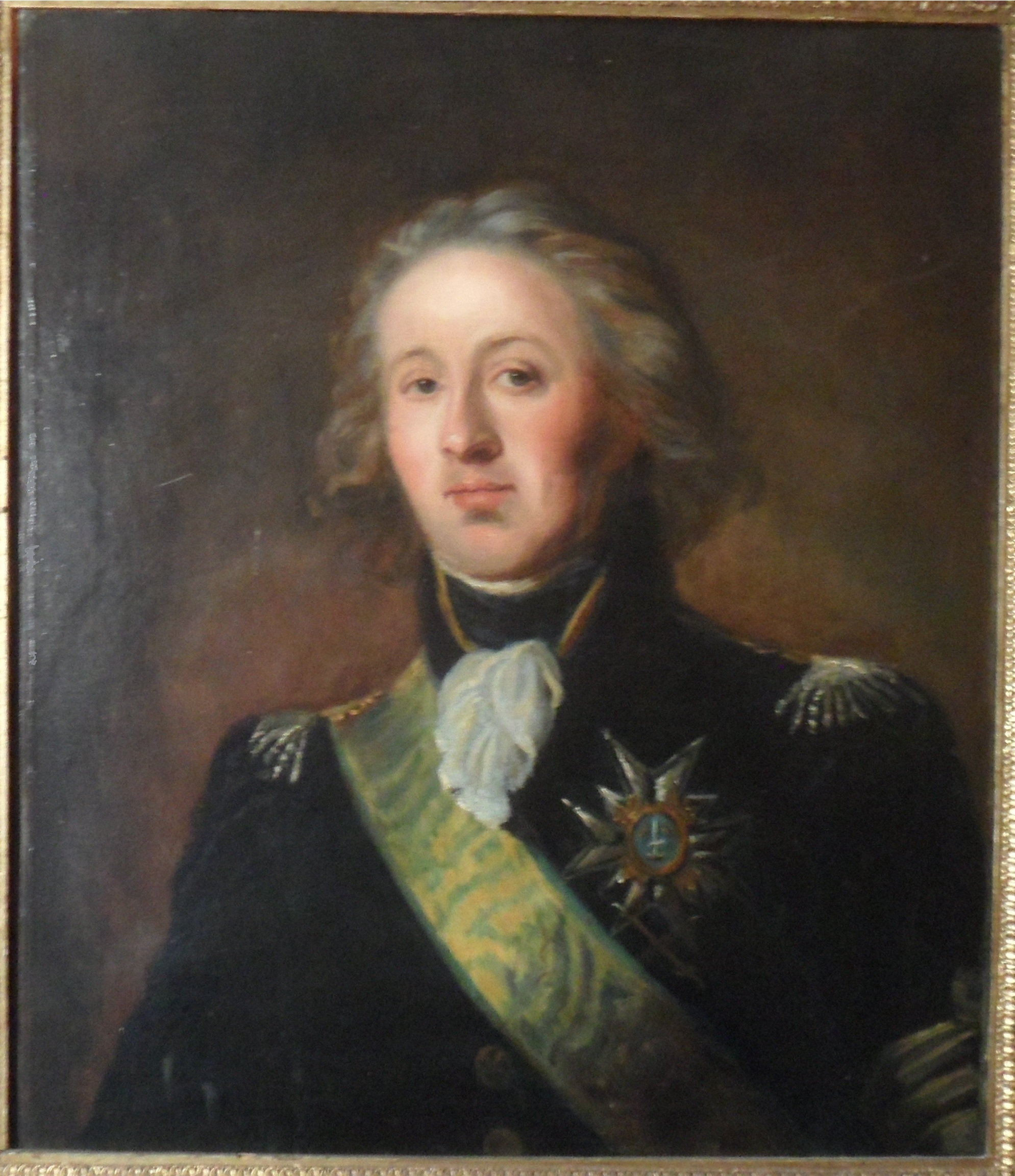
Greve Gustaf Wachtmeister.

- År 1617: Sedermera översten vid Södermanlands regemente Matts Kagg, genom donation av Gustav II Adolf, Nääs i Bärbo två mantal frälse säteri med säteriladugården Håhl, likaledes två mantal. Matts Kagg har senare återlämnat Nääs och Håhl till kronan i utbyte mot några hemman i Västergötland där släkten Kagg hade sitt stamgods Kjellstorp i Örslösa socken, Kållands härad och Skaraborgs län. Matts Kagg var född 1590 och stupade 1629 vid Marienburg i Ostpreussen. Han gifte sig 1620 på Doverstorp i Risinge socken i Östergötland med Märta Ulf av Horsnäs, 1598-1681, och fick tillsammans med henne tre söner och tre döttrar. Matts Kagg hade också en yngre bror, riksrådet och riksmarsken Lars Kagg, som år 1653 upphöjdes i grevlig värdighet. Lars Kagg var herre till Fjällskäfte i Floda socken i Södermanland jämte flera andra gårdar.

- År 1629: Sedermera kommendanten på Nyköpings hus Lars Eriksson, adlad Stormhatt, genom gåva av kronan. Lars Eriksson Stormhatt, född 1588, var gift två gånger. Först med Maria Fiedler, f. 1596 död 1633, och därefter med Catharina Håkansdotter, som levde ännu 1693. Lars Eriksson Stormhatt hade med sin förstu hustru sex barn och med sin andra hustru elva barn.

- År 1678: Karl XI skriver ett brev, daterat "huvudqvarteret Ljungby" varigenom han giver räntmästaren Jakob Schnack, adlad Sneckenberg stadfästelse till äganderätten av Nääs och Håhl, fyra hemman, som denne pantat sig till av fru Stormhatt. Han var född 1625 i Nyköping, där hans svärfar (Joakim Danckwardt) var borgmästare, och gifte sig 1653 med Carin Eriksdotter Danckwardt.

- År 1697: Efter Jacob Sneckenbergs död detta år vill det synas som kronan återtagit gårdarna.

- År 1698: Jacob Sneckenberg hade en dotter Catharina, född 1653, som år 1671 gifte sig med krigsrådet Georg Wallrave. De fick tillsammans dottern Brita Wallrave, född den 12 sept 1680 och död den 30 okt 1745. Brita Wallrave gifte sig med den rike brukspatronen Gerhard von Berchner på Norshammar, nuvarande Svärta, född 24 april 1670 och död den 14 juni 1729.

- Det köpebrev, som återges nedan, lämnar den tydliga upplysningen att von Berchner "posiderat och brukat godset" under åren 1698-1709 innan han år 1709 blir lagfaren ägare.

- År 1707, den 12 november, köper Gerhard von Berchner den före detta säteriladugården Nölsta i Stigtomta socken. Nölsta har tidigare legat under det närbelägna godset Tärnö men sälj nu av Gustaf Mauritz Lewenhaupts arvingar sedan denne avlidit år 1700. Nölsta har allt sedan denna tid brukats och samägts med Nääs.

- År 1709: Prinsessan Juliana av Hessen-Eschweges arvingar säljer Nääs och Håhl till Gerhard von Berchner, för 37,200 daler kopparmynt. Juliana von Hessen-Eschwege var dotter till Karl X Gustafs syster Eleonora Catharina och lantgreven Fredrik av Hessen-Eschwege. Lantgreven stupade under polska kriget 1655, och den unga Juliana kom då till Stockholm för att uppfostras hos sin morbrors hustru, drottning Hedvig Eleonora. Prinsessans arvingar fick senare Nääs som säkerhet för vissa fordringar hos svenska staten och kunde därför sälja egendomen.

- År 1729: Gerhard von Berchner avlider och Nääs ärvs av sonen, kammarherre Georg Thomas von Berchner, 1699-1743. Han var gift två gånger, först med Eva Wattrang, 1702-1736, och därefter med Ulrika Eleonora Ridderstolpe.

- År 1743: Efter sonens död återgår äganderätten till modern Brita von Berchner. Hon äger och brukar Nääs fram till sin död den 30 oktober 1745. Hon nämnes efter mannens död som innehavare av Nääs i Bärbo och Berga i Tuna samt såsom arrendator av Stora Kungsladugården utanför Nyköping.

- År 1745: Gerhard och Brita von Berchners äldsta barn hette Catharina Elisabeth och levde 1698-1719. Hon gifte sig 1716 med Stadsmajoren Peter Sigfrid Tabbert, adlad Stralenberg. Deras dotter, Maria Eleonora Stralenberg, fick 1745 ärva Nääs av sin mormor. Hon levde 1719-1761 och gifte sig 1734 med landshövdingen Carl Mårten Fleetwood, 1703-1751. De ägde också Lindö i Runtuna socken, vilken hade förvärvats av Gerhard von Berchner och därefter ärvts avdottern Maria Eleonora Stralenberg och därefter dotter-dottern.

- År 1751: Genom arv, deras dotter Ulrica Eleonora Fleetwood, född 1744. Hon gifte sig 1763 med majoren, friherre Fredrik von Ungern-Sternberg på Äs i Julita socken. Han var född 1733 och deltog med Södermanlands regemente i pommerska kriget 1759-1760. Makarna bodde på Äs, där de också dog, friherrinnan 1813 och maken tre år senare.

- År 1770: Genom köp, landshövdingen, friherre Gabriel Falkenberg af Trystorp, född 1716. Han innehade Lagmansö fideikommiss i Vadsbro och dessutom Stäringe och Stenhammar, alla i Södermanland. Han blev 1748 landshövding i Skaraborgs län och därefter mellan åren 1761 och 1763 landshövding i Västerås län. Han gifte sig 1752 med sin kusin på mödernet, den för skönhet bekanta Beata Katarina Ribbing av Zernava, född 1725, vilken fått Nääs såsom morgongåva och efter mannens död 1782 möjligen bebodde gården fram till sin död 1792.

- År 1792: Genom arv, deras son löjtnanten, friherre Gabriel Falkenberg af Trystorp på Lagmansö. Han var född 1756 och dog 1820.

- År 1796: Genom köp, generalen, sedermera En av rikets herrar, greve Gustaf Wachtmeister. Han var gift med Henriette Falkenberg av Bålby, född 1769. De gifte sig i Stockholm den 24 april 1787. Henriettes farfars farfar Melker von Falkenberg af Bålby var bror med säljarens farfars farfar, Conrad Falkenberg af Trystorp. Släktskapet var alltså mycket avlägset.

- År 1826: Genom arv, hans fjärde son Claes Adam f.1795. Han gifte sig 1835 i Landskrona med grevinnan Amalia Regina Wrangel av Sauss. Han ägde även granngården Tistad samt Knutstorp och Kongaö i Malmöhus län. Gårdarna i Skåne hade han fått ärva av sin ogifte farbror Arvid Alarik som levde 1758–1826.

- År 1873: Genom arv, deras dotter Henrietta Ulrika, född 1842 på Knutstorp, död ogift 1887 på Nääs.

- År 1887: Genom arv, hennes bror Fredrik Claesson Wachtmeister, född 1855, gift 1884 med friherrinnan Louise af Ugglas, 1859–1943.

- År 1919: Genom arv, hans son Shering "Ted" Wachtmeister, född 1892. Gift första gången 9 december 1920 med Margaretha Huitfeldt, 1900–1926. Gift andra gången 9 januari 1929 med Adrienne De Geer, 1908–1996.

- År 1975: Genom arv och köp, hans son i första giftet Bengt Fredrik Shering Wachtmeister, 1921–2006. Gift 1950 med Anna Kristina Wennerholm, 1929–2021.[3]

- År 1986: Genom arv, hans son Schering Wachtmeister, född 1952.